# 한학자
한학자(韓鶴子, 1943년 2월 10일 (음력 1943년 1월 6일) ~ )는 대한민국의 세계평화통일가정연합의 2대 총재(교주)이다. 세계평화통일가정연합(통일교)의 창시자인 문선명의 배우자다. 선문학원 이사장, 세계평화여성연합 총재, 자원봉사 애원 총재, 세계평화통일가정연합선교회 이사장이기도 하다. 현재 독생녀 이론의 주인공이기도 하다.

## 생애
평안남도 안주군 안주읍 신의리 26번지에서 태어났으며 어머니 홍순애는 독실한 장로교 집안에서 성장한 기독교인이였다. 한학자는 한국전쟁이 벌어지자 어머니와 함께 월남하였다고 한다. 한학자는 초등학교를 졸업한 후에는 간호전문학교를 다녔으며 처음으로 문선명을 본 것은 만 14세 경이었다고 한다.
문선명과는 1960년 4월 11일에 결혼식을 올렸으며, 한학자는 당시 만 17세였고 문선명은 자신보다 23년 연상인 40세였다. 문선명과 결혼하여 슬하에 7남 7녀를 두었으나, 차녀 문혜진은 생후 8일 만에, 차남 문흥진은 18세에, 6남 문영진은 21세에, 장남 문효진은 47세에 사망했다.
결혼 당시, 한학자와 한학자의 모친 홍순애는 세계평화통일가정연합의 신도였다. 당시 문선명은 1959년 10월부터 배우자가 누군지도 모른 채, 하늘의 명으로 결혼 준비를 하고 있었다고 한다. 그러던중 통일교 신도들이 꿈을 통하여 한학자가 문선명의 배우자라는 사실을 알게 되었다고 하며, 이에 따라 1960년 3월 27일 약혼하였고, 보름도 안 되어 결혼식을 올렸다. 시기를 하는 다른 신도들의 참소를 막기 위하여서, 3년간 곁방살이를 하였고, 서로 맞추어 나아가는 기간이 7년이 걸렸다.
한학자의 모친 홍순애는 세계평화통일가정연합 내에서 '대모님'이라는 이름으로 불리며, 그 영적인 힘으로 세계평화통일가정연합인들을 치유시켜 준다고 알려져 있다. 세계평화통일가정연합의 대표적인 수련원인 천주청평수련원에는 세계평화통일가정연합인들의 영적, 육적인 죄들을 치유한다고 알려져 있다.
세계평화통일가정연합에서는 한학자와 문선명의 결혼식을 '참부모님 성혼식'이라 불린다. 문선명의 사망 후, 현재까지 세계평화통일가정연합의 최고지도자로 자리매김하고 있다.

## 경력
- 2013. 세계평화통일가정연합 총재
- 2012.3 제7대 선문학원 이사장
- 세계평화여성연합 총재
- 자원봉사 애원 총재
- 세계평화통일가정연합선교회 이사장

## 가계
한학자는 문선명과의 사이에서 7남 7녀를 두었다.
- 첫째(장녀) 문예진(1961~)

- 둘째(장남) 문효진(1962~2008)

주로 키잡과 문화 분야에서 활동을 했다. 기타리스트로서 여러 장의 음반을 냈다. 세계원리연구회 초대회장 역임(1985~1995), 미국에서 맨하탄 센터 스튜디오(MCS) 설립(1986),1990년도부터 '예수의 초상화(The Portrait of Jeus)'를 비롯한 10여 편의 다큐멘터리를 제작하여 종교, 가정, 사회문제가 발생하는 원인을 분석하고 그 대안을 제시하는 사회교육프로그램 진행, 한국에서 MCS Entertainment 설립 운영(2003), 미국에서 인터넷 TV방송(definingmoment.tv)설립 운영(2004), 매주 일요일 뉴욕 벨베디아교회에서 설교(2006), 주요활동으로는 '승리하는 사람' 도서 출판(1985), 작사/작곡/노래까지 17여 개의 앨범을 제작 (1988~1997), 영화 "올드보이(2003)", "울학교 이티(2008)" 제작 (MCS 공동투자), 가수 "거북이" 음반 제작 (2001~2007/MCS). 마약 투여 등 여러 사회적 물의를 빚었고, 미국에서 폭행 문제로 이혼했다. 자녀들은 양육권을 가진 자녀들의 모친이 키우고 있다.
- 셋째(차녀) 문혜진

문혜진은 출생 8일 만에 숨졌다.
- 넷째(3녀) 문인진(1965~)

전 세계평화통일가정연합의 미국 총회장.
- 다섯째(차남) 문흥진(1966~1984)

애초에 문선명은 문흥진을 후계자로 삼으려 했으나 18살의 어린 나이에 교통사고로 사망했다. 박보희의 딸 문훈숙 유니버설발레단장과 영혼 결혼식을 하였다.
- 여섯째(4녀) 문은진(1967~)

- 일곱째(3남) 문현진(1969~)

문흥진이 사망하자 그동안 괜찮은 사업수완을 보이던 문현진이 세계평화통일가정연합재단의 1997년 후계자로 지목되었다. 문현진은 콜롬비아 대학교에서 역사학을, 하바드에서 MBA를 졸업하고 통일신학대학원에서 종교교육학 석사를 졸업하였다. 원칙을 중요시하고 혁신적인 문현진은 통일재단의 헌금운용에 있어서 불투명한 운영방식에 대해서 문제의식을 가졌으며 문총재의 뜻처럼 종교를 위한 종교가 아닌 세계평화에 기여하고 모범이 되는 '통일운동'에 박차를 가했다. 그러나 당시 문박사의 나이 30대 초반이었고 그런 그의 혁신적 제안과 활동은  1.5세대라 불리는 교권 주도자들에게 위협적이었다. 교권은 한총재를 설득하여 문현진 중심의 후계체제 안정화에 반기를 들었고 문총재를 통해 동생 4남(국진), 7남(형진)을 세웠다. 왕자의 난 형국이 되어버린 것이다. 아버지 문선명 총재에 대해서는 동생들 및 교권세력과 다른 시각을 갖는다. 문현진은 아버지를 통일교 창시자로 국한하지 않고 보편적 영성에 기초한 평화통일운동가로 바라본다. 그에 반해 동생들은 아버지를 믿어야 구원을 받는다고 말한다. 이는 메시아관에 대한 차이가 있다. 문현진은 인류역사의 중심은 보편적 영성의 근간이 되시는 하나님이고 메시아는 보편적 영성을 기반한 인류평화를 실현해가는 것이지 종교창설자에 국한되어서는 안된다고 말한다. 그에 반해 동생들과 교권은 문총재를 믿어야 구원을 받는다며 종교의 틀을 강조한다. 이러한 차이는 문총재가 연로해지면서 더욱 대립으로 치닫게 하였다. 결과적으로 왕자의 난 프레임과 자산관리의 분리로 인해 양측의 대립은 격해졌다. 언론 보도에 따르면 2009년 '속초 계시 사건'에서 문현진은 교권에 둘러싸인 아버지를 떠날 수 밖에 없었지만 아버지의 뜻을 반드시 실현하겠다는 의지로 GPF를 중심하고 세계평화와 통일한반도 실현을 위해 노력을 경주하고 있다. 그러나, 당시 계시를 직접 받았다고 알려진 김효남은 자신이 그 계시와는 아무 관련이 없다고 부정하였고 교권의 핵심인 양창식(당시 북미회장)은 자신이 그 영계메시지를 작성했음을 실토하였다.  문현진은 통일교에서 나와 통일 한반도의 비전 '코리안드림'을 제시 및 책을 출간하고 현재 GPF(Global Peace Federation)와 통일을실천하는사람들을 중심으로 시민주도 통일운동 등 적극적인 초종교적 세계평화 실현 행보에 나서고 있다.
- 여덟째(4남) 문국진(1970~)

세계평화통일가정연합 재단에 소속된 기업을 상속받았다. 선문학원 이사장에 취임하였다.
- 아홉째(5남) 문권진(1975~)

미국에 살고 있으며, 일부 언론에서는 세계평화통일가정연합에 관여하지 않는 것으로 보도될 정도로 후계 경쟁에 참여하고 있지 않으나, 한학자가 세계평화여성연합 20주년 행사를 마치고 가진 미국성지순례에 동행할 정도로 교회 내에서 일정 수준의 활동은 하고 있는 것으로 알려져 있다.
- 열째(5녀) 문선진(1976~)

과거 센트럴시티의 이사장이었다. 센트럴시티는 원래 신한국가정연합 소유의 건물이었으나, 인천종합버스터미널 내에 입점하고 있었던 신세계백화점이 롯데백화점과 인천광역시 사이에 롯데가 터미널을 인수하기로 한 계약으로 인해 신세계와 롯데 간의 공방이 있었고, 결국 센트럴시티 내에 강남점을 입점하고 있었던 신세계가 상권을 지키기 위해 신한국가정연합으로부터 센트럴시티를 매수하였다. 2015년 문형진을 대신해 세계회장에 임명되었다.
- 열한째(6남) 문영진(1978~1999)

- 열두째(7남) 문형진(1979~)

문형진은 문선명의 사망과 관련하여, 평양에 조문소를 설치하기 위해 방북하였다. 그러나 2015년 내부 교권 세력을 이단으로 규정하며 다툼을 벌였고, 직무권한이 잠정적으로 정지되었다.
- 열셋째(6녀) 문연진(1981~)

미국에서 활동하는 예술가이다.
- 열넷째(7녀) 문정진(1982~)

## 현재
1979년에 국제구호재단을 만들어 현재까지도 아프리카의 많은 나라를 돌며 봉사활동을 하고 있다. 대한민국에도 애원은행을 만들어 소년소녀가장 돕기, 무료 식당 운영, 북한동포 돕기 등의 활동을 하며, 80여개국에 지국을 둔 유엔에 등록된 NGO 단체인 세계평화여성연합의 책임을 맡고 있다.
그리고 신한국가정연합의 공동총재로서 문선명의 후임자로 왕성하게 활동하고 있다. 신한국가정연합은 하늘부모님교단으로 명칭이 바뀌었다

## 어록
- もしも、一つの字を選ぶとしたら、”愛”の一字です。(만약 한 글자를 고르라한다면, '사랑'일 것이다.)
- 幹部は、１００%神様に捧げる運動を興しなさい。これは命令以外のなにものでもないよ。